# 洛里昂
洛里昂（法語：Lorient，法語：[lɔʁjɑ̃] ⓘ），法国西部城市，布列塔尼大区莫尔比昂省的一个市镇，同时也是该省的一个副省会，下辖洛里昂区。洛里昂的总面积为17.48平方公里，2022年1月1日时人口数量为58,202人，是莫尔比昂省人口最多的市镇，超过了省会瓦讷，在全法国排名第99位。
洛里昂是法国西部重要的港口城市和工商业中心，历史上曾为法国海洋军事工厂之一，20世纪80年代后逐渐发展成为旅游城市。洛里昂也因同名足球俱乐部而闻名，该俱乐部曾获得2002年法国杯冠军。

## 地名来源
“洛里昂”一名来源于17世纪时法國東印度公司的“东方阳光号邮轮”，其中的法语本意为“东方”，后衍变为并成为当地的专名。

## 历史

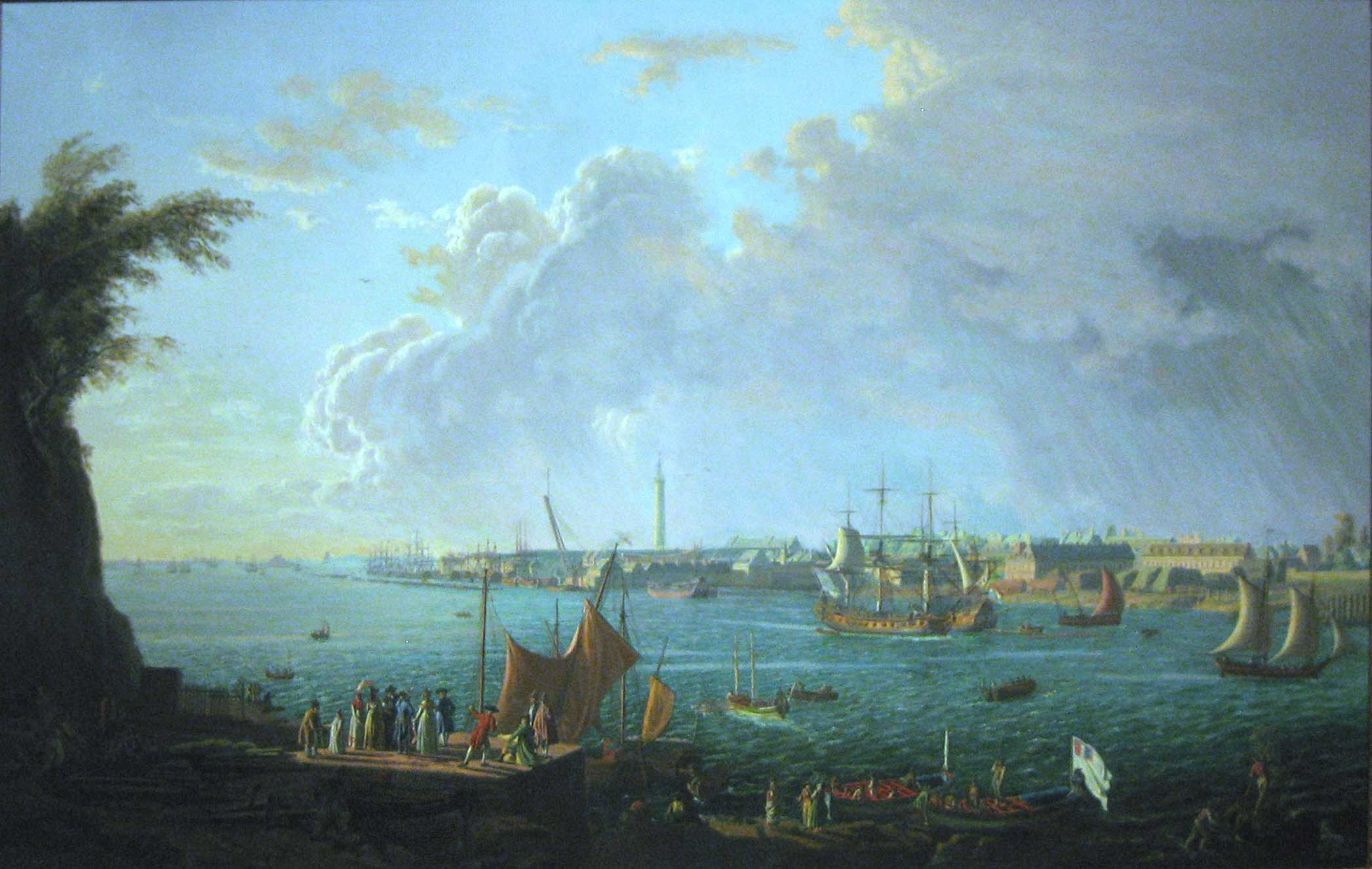
18世纪的洛里昂港

洛里昂早於古羅馬時代已有人居住，曾為羅馬帝國一部分，但长期仅为一个普通的渔村。17世紀初期，洛里昂與印度之間貿易關係頻繁，1664年路易十四在此設立造船廠，同時法國東印度公司亦在此設立，進而帶動都市發展。法国大革命时期，洛里昂地方政府支持革命派，洛里昂也由此获得了副省会的地位。十九世纪开始，洛里昂成为法国西部重要港口，同时逐渐发展成为海军军事基地。第二次世界大戰時，法國向德國投降，洛里昂為德軍占領。而洛里昂因為生產納粹德國U型潛艇，以及多次招待盟友大日本帝國海軍潛艇停泊交換科技物資而成為被攻擊最嚴重的城市之一，城市建筑几乎完全被毁。1949年被法国政府授予“为法国牺牲”的荣誉称号。洛里昂的战后重建工程在1960年基本完成，20世纪80年代后随着旅游业的兴起而得到了较大的发展。

## 地理
洛里昂位于法国西部，布列塔尼大区南部和莫尔比昂省西部，距离首都巴黎大约505公里，距离省会瓦讷大约60公里。与洛里昂接壤的市镇包括：凯旺、科当、拉内斯泰尔、拉莫尔普拉日、普勒默尔。

### 地形
洛里昂位于阿摩里卡丘陵南侧山前平原，地形以浅丘为主，市区内地势平坦，境内海拔在0至46米之间。

### 水文
洛里昂位于斯科尔夫河右岸，距离入海口大约2公里。另有泰尔河流经市区南部。

### 气候
洛里昂在柯本气候分类法中属于典型的温带海洋性气候，正面受到北大西洋暖流的影响，年温差较小，降水分布均匀。
洛里昂境内设有拉恩-比乌埃气象站（Lann Bihoué），以下为该气象站的数据：
| 洛里昂 1981–2010年  | 洛里昂 1981–2010年 | 洛里昂 1981–2010年 | 洛里昂 1981–2010年 | 洛里昂 1981–2010年 | 洛里昂 1981–2010年 | 洛里昂 1981–2010年 | 洛里昂 1981–2010年 | 洛里昂 1981–2010年 | 洛里昂 1981–2010年 | 洛里昂 1981–2010年 | 洛里昂 1981–2010年 | 洛里昂 1981–2010年 | 洛里昂 1981–2010年 |
| 月份                | 1月                | 2月                | 3月                | 4月                | 5月                | 6月                | 7月                | 8月                | 9月                | 10月               | 11月               | 12月               | 全年               |
| ------------------- | ------------------ | ------------------ | ------------------ | ------------------ | ------------------ | ------------------ | ------------------ | ------------------ | ------------------ | ------------------ | ------------------ | ------------------ | ------------------ |
| 历史最高温 °C（°F） | 16.8 (62.2)        | 18.4 (65.1)        | 23.3 (73.9)        | 27.1 (80.8)        | 29.8 (85.6)        | 36 (97)            | 34.9 (94.8)        | 37.5 (99.5)        | 30.6 (87.1)        | 27.2 (81.0)        | 19.6 (67.3)        | 19 (66)            | 37.5 (99.5)        |
| 平均高温 °C（°F）   | 9.5 (49.1)         | 9.9 (49.8)         | 12.3 (54.1)        | 14.4 (57.9)        | 17.7 (63.9)        | 20.6 (69.1)        | 22.5 (72.5)        | 22.6 (72.7)        | 20.5 (68.9)        | 16.6 (61.9)        | 12.6 (54.7)        | 10 (50)            | 15.8 (60.4)        |
| 日均气温 °C（°F）   | 6.6 (43.9)         | 6.7 (44.1)         | 8.6 (47.5)         | 10.3 (50.5)        | 13.5 (56.3)        | 16.1 (61.0)        | 18 (64)            | 18 (64)            | 16.1 (61.0)        | 13.1 (55.6)        | 9.4 (48.9)         | 7.1 (44.8)         | 12 (54)            |
| 平均低温 °C（°F）   | 3.8 (38.8)         | 3.4 (38.1)         | 4.9 (40.8)         | 6.1 (43.0)         | 9.4 (48.9)         | 11.7 (53.1)        | 13.6 (56.5)        | 13.4 (56.1)        | 11.6 (52.9)        | 9.5 (49.1)         | 6.2 (43.2)         | 4.1 (39.4)         | 8.1 (46.6)         |
| 历史最低温 °C（°F） | −13.1 (8.4)        | −11 (12)           | −7.4 (18.7)        | −4.1 (24.6)        | −1.1 (30.0)        | 1.6 (34.9)         | 3.4 (38.1)         | 4.1 (39.4)         | 1 (34)             | −1.8 (28.8)        | −5 (23)            | −8.7 (16.3)        | −13.1 (8.4)        |
| 平均降水量 mm（）   | 108.3 (4.26)       | 82.6 (3.25)        | 72.9 (2.87)        | 67.2 (2.65)        | 74.6 (2.94)        | 50.4 (1.98)        | 56 (2.2)           | 49.3 (1.94)        | 70.5 (2.78)        | 104.4 (4.11)       | 103 (4.1)          | 111.7 (4.40)       | 950.9 (37.44)      |
| 月均日照時數        | 70.1               | 95.1               | 137.6              | 182.5              | 204.9              | 230.1              | 223                | 215.9              | 192.6              | 115.8              | 84.9               | 74.8               | 1,827.3            |
| 来源：infoclimat.fr |                    |                    |                    |                    |                    |                    |                    |                    |                    |                    |                    |                    |                    |

## 行政区划
洛里昂是法国布列塔尼大区莫尔比昂省的一个市镇，编号为56121，它也是莫尔比昂省的一个副省会。洛里昂下辖洛里昂区，隶属于莫尔比昂省第五选区，管理洛里昂第一县和第二县，同时也是洛里昂城市圈公共社区的核心市镇。
洛里昂在其市镇范围内的4个街区实行街区自治制度：
- 北凯尔韦纳内克（Kervénanec nord）
- 多棱镜-弗雷博（Polygone-Frébault）
- 城堡树林（Bois-du-Château）
- 凯尔吉耶特-小天堂（Kerguillette-Petit Paradis）

法国国家统计与经济研究所（简称）在进行数据统计时，将洛里昂及相邻的另外4个市镇设为洛里昂城市核心区，并将包括核心区在内的周边共29个市镇划为洛里昂城市区。自2020年起，洛里昂城市区被包含31个市镇的洛里昂城市辐射区代替。此外，还将洛里昂分为了25个"块区"（IRIS）。

## 交通

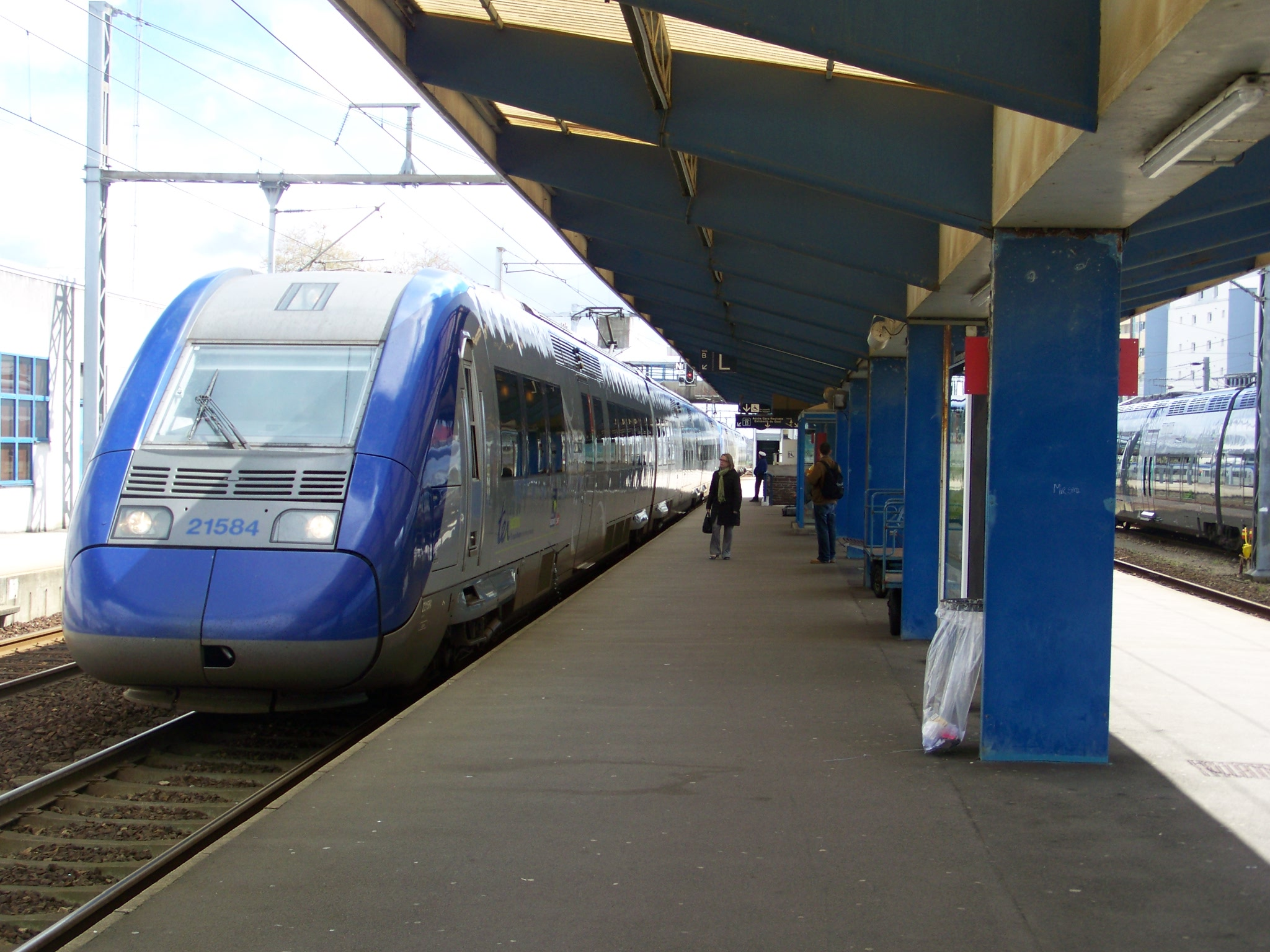
洛里昂火车站内的一辆区域列车

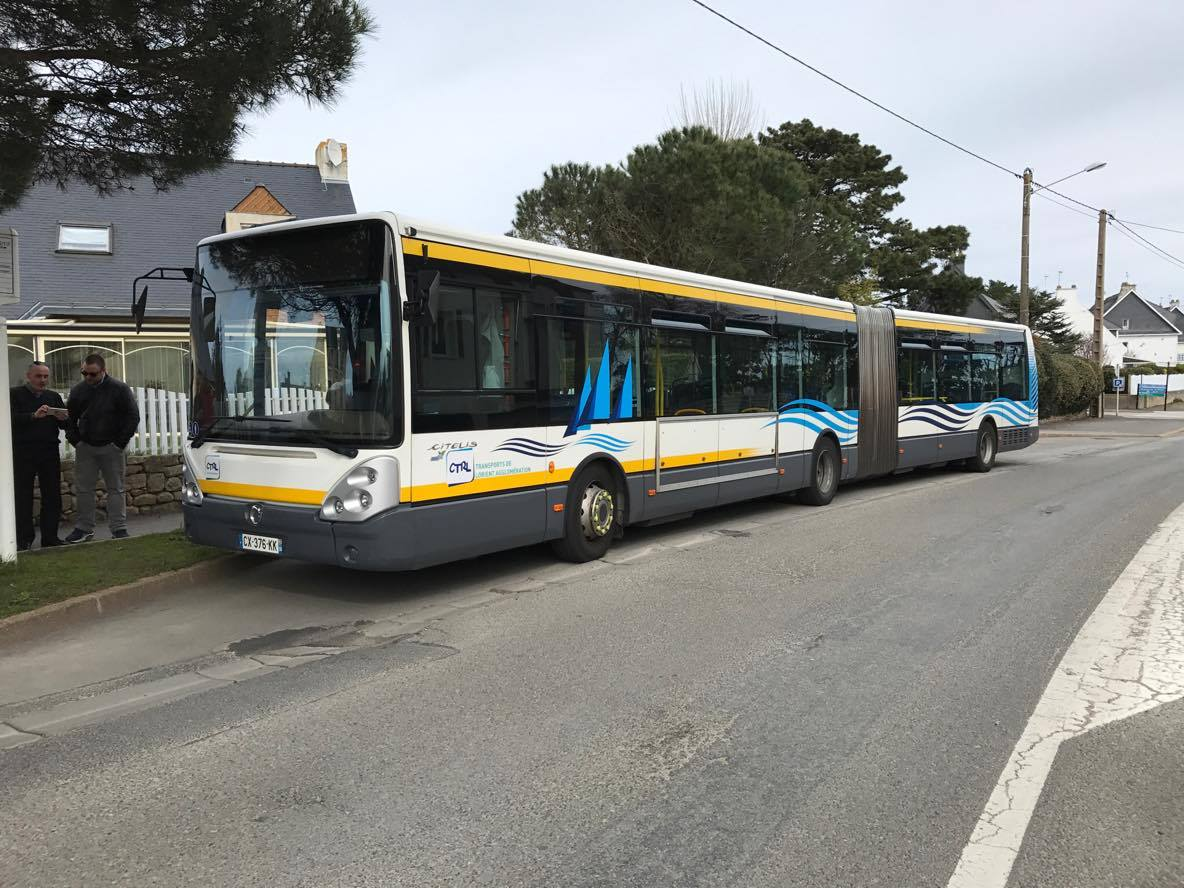
洛里昂街头的一辆公共汽车

### 公路
法国国道165线从洛里昂北部过境，另有多条莫尔比昂省省道在洛里昂交汇。布列塔尼大区公共交通提供连接洛里昂和圣布里厄的大巴车线路。
2017年，64.9%的洛里昂家庭拥有至少一辆的私人汽车。2018年，洛里昂境内共发生各类交通事故125起，造成155人受伤。

### 铁路
洛里昂位于萨沃奈－朗代尔诺铁路线上，该铁路为复线电气化铁路，是布列塔尼地区重要的铁路干线。洛里昂火车站位于洛里昂市区北部，该站每天开行直达巴黎的高速列车，同时布列塔尼大区公共交通提供途径洛里昂前往南特、雷恩及坎佩尔方向的区域列车，其中部分列车可延伸至布雷斯特。2018年，洛里昂站累计发送旅客数量122.2万人次，是法国铁路系统当中的a类车站。

### 航空
洛里昂南布列塔尼机场位于洛里昂市区西南部的普洛埃默尔境内，距离市区大约7公里。该机场开行直达巴黎、里昂和图卢兹的民用航线。

### 水运
洛里昂港为法国重要的货运港口，同时也开行前往格鲁瓦岛的海上轮渡及游览航线。

### 城市公共交通
洛里昂城市公共交通下属各类公交线路50条，其线路网商业名称为，覆盖了洛里昂城市圈公共社区内的大部分街区。
1901至1937年间，洛里昂市区曾有城市有轨电车系统。

## 人口
2017年，洛里昂市镇人口数量为57,149，在法国排名第99位。其中男性27,065人，女性30,084人，75岁及以上人口占9.7%，外籍人口数量为17,440人，人口密度为3,269人/平方公里，当地居民被称为（男性）或（女性）。2018年，洛里昂境内出生642人，死亡人口597人。
| 年份   | 1936   | 1946   | 1954   | 1962   | 1968   | 1975   | 1982   | 1990   | 1999   | 2006   | 2011   | 2016   | 2018   |
| ------ | ------ | ------ | ------ | ------ | ------ | ------ | ------ | ------ | ------ | ------ | ------ | ------ | ------ |
| 人口數 | 45,817 | 11,838 | 47,095 | 60,566 | 66,444 | 69,769 | 62,554 | 59,271 | 59,189 | 58,547 | 57,408 | 57,274 | 57,084 |

## 政治

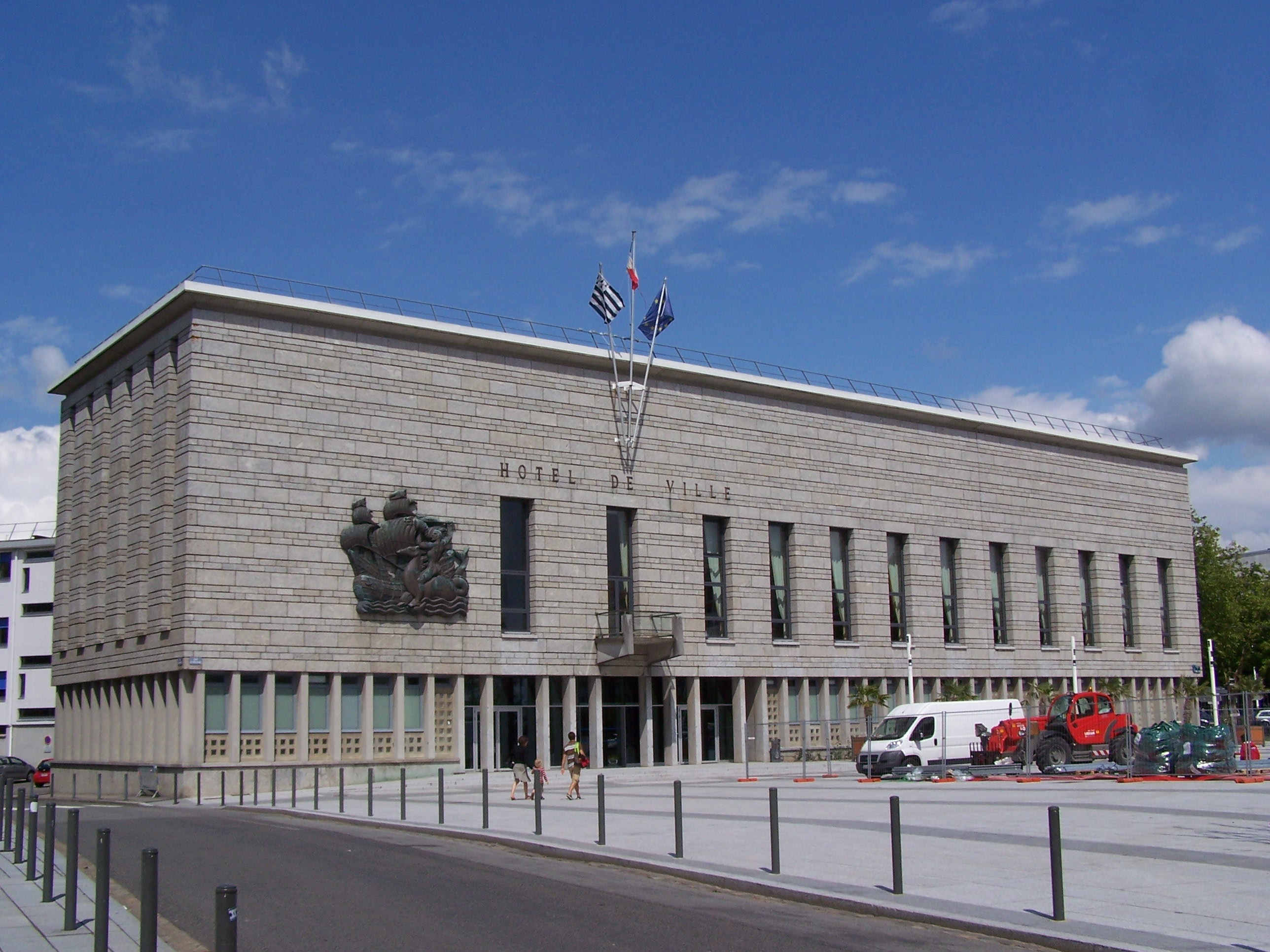
洛里昂市政厅

现任洛里昂市长为法布里斯·洛埃尔先生（Fabrice Loher），他是一名右翼无党派人士，在2020年的市政选举中获得35.34%的支持率。
| 洛里昂历届市长 |                  |                                |
| 任期           | 市长             | 党派                           |
| 1946年－1951年 | 朱利安·勒庞      | 不详                           |
| 1951年－1953年 | 夏尔·勒萨梅迪    | PCF法国共产党                  |
| 1953年－1959年 | 让·勒库塔莱尔    | SFIO工人国际法国支部           |
| 1959年－1965年 | 路易·格洛坦      | DVD右翼无党派人士              |
| 1965年－1973年 | 伊夫·阿兰马      | SFIO工人国际法国支部 →PS社会党 |
| 1973年－1981年 | 让·拉加尔德      | PS社会党                       |
| 1981年－1998年 | 让-伊夫·勒德里安 | PS社会党                       |
| 1998年－2020年 | 诺贝尔·梅泰里    | PS社会党                       |
| 2020年－       | 法布里斯·洛埃尔  | DVD右翼无党派人士              |

在2017年法国大选的第一轮选举和第二轮选举当中，法国第25任总统马克龙在洛里昂分别获得29.38%和76.28%的支持率，居所有候选人首位。

## 经济
洛里昂是莫尔比昂省人口最多是市镇，亦是洛里昂工商会所在地。当地共有各类用人单位8,672家，其中98.42%为中小型企业，平均历史为16年，医疗、科教及社会服务是当地的主要就业岗位类型。（工业组装监控）、（城市公共交通）及（造船）是当地2019年营业额最高的三个企业，分别为63,982,644欧元、34,592,261欧元和25,546,307欧元。

## 财政收入
2019年，洛里昂的财政收入总额为82,816,400欧元，财政支出总额为76,624,100欧元，当年的债务总额为41,930,200欧元。
2015年，洛里昂的人均月收入总额为2,215欧元，其中高级职员为4,041欧元，中级职员为2,495欧元，普通职员为1,778欧元。
2017年，洛里昂境内的青壮年（15至64岁）失业率为19.9%，当地45.9%的家庭拥有纳税资格。

## 社会事务

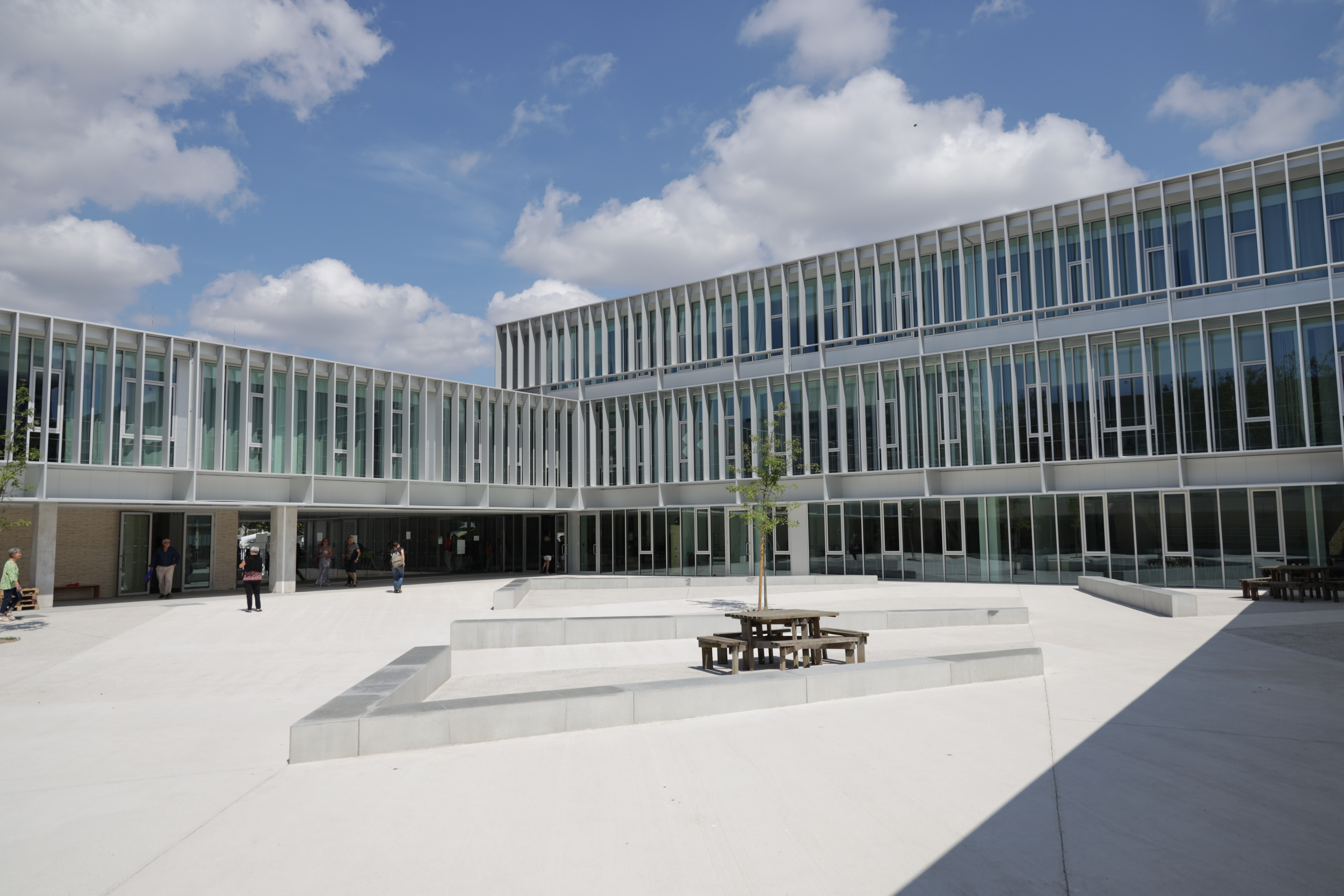
洛里昂布里佐初级中学

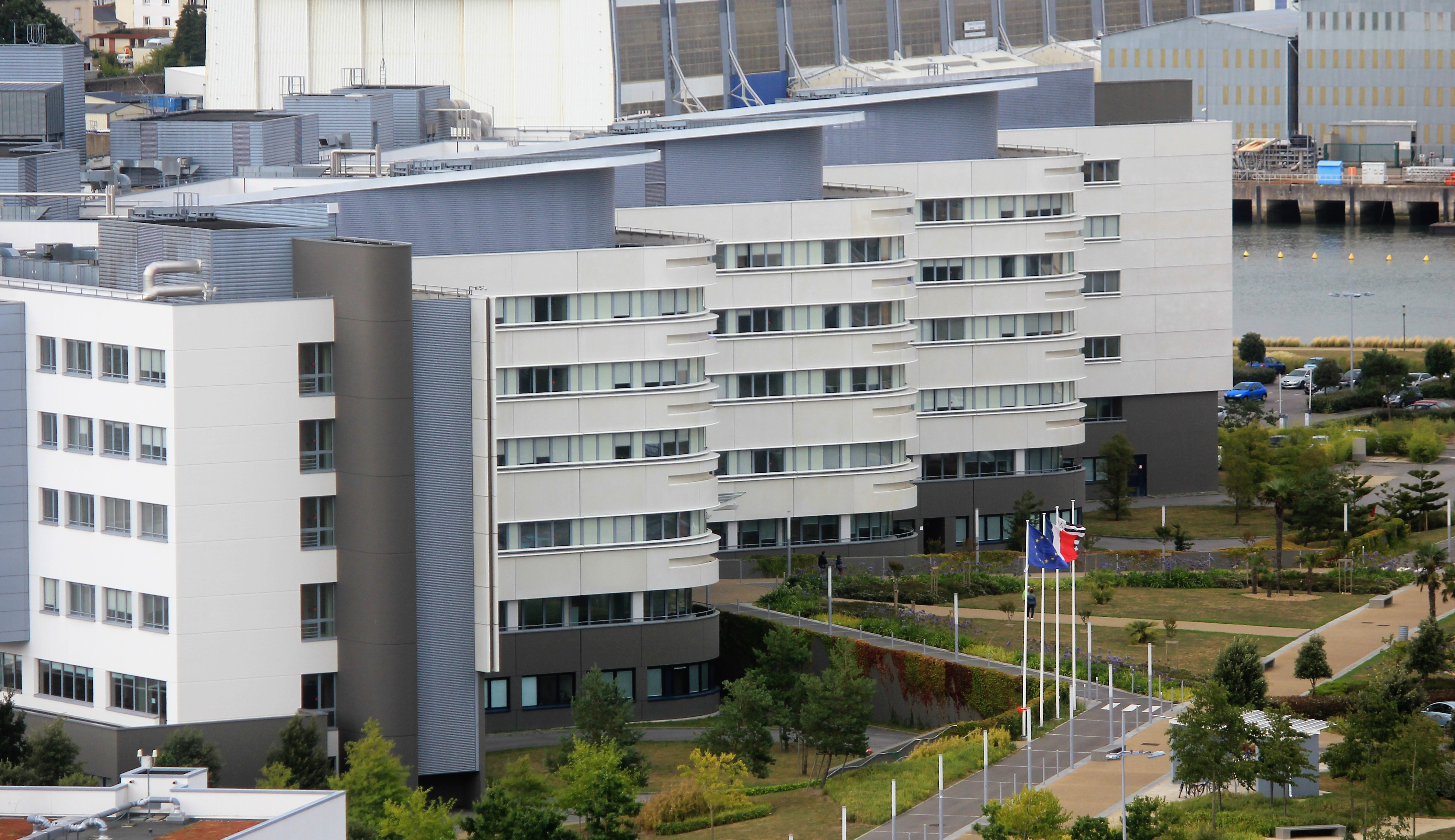
斯科尔夫医院

### 科研教育
洛里昂属于雷恩学区。截止2018年底，洛里昂境内共有11所幼儿园、20所小学、6所初级中学、4所普通高中和3所农业高中，另有三所卫生学校。2018－2019年学年度，洛里昂境内中等阶段在校学生总人数为8,265人。
在高等教育方面，南布列塔尼大学位于洛里昂，是法国的一所公立综合性大学，同时也是布列塔尼欧洲大学联盟的成员，该校创建于1995年，下属三个校区和四大领域。布列塔尼欧洲高等艺术学校是一所公立艺术类学校，在包括洛里昂在内的四个布列塔尼城市设有校区。

### 医疗
截止2019年1月1日，洛里昂境内共有全科医生67名、保健师89名、牙医61名、护士126名、耳科医生4名、眼科医生14名、皮肤科医生6名、助产士5名、儿科医生7名和妇科医生4名。境内共有药房27家、养老院7家、残疾人帮扶中心4家。
南布列塔尼医疗集团（Groupe Hospitalier Bretagne Sud）是法国的一个区域性医疗系统，其主病区斯科尔夫医院位于洛里昂市区北部，建于2013年，设有床位679个，是洛里昂城市圈公共社区内最大的综合性医疗机构。

### 住房
2017年，洛里昂境内共有各类住房36,044套，其中25.2%为独立式居民区，主要位于市区北部；73.7%为集中式居民区，主要位于市区西部。常住房屋占洛里昂市镇范围内居民建筑总量的88%。

### 商业
2019年，洛里昂境内共有各类实体商铺1,687家，其中餐厅265家、大型超市26家、杂货店18家、面包房52家、肉铺16家、书店27家、装饰品店9家、银行门店49家、美容美发店105家、汽车维修店47家，个体性的商铺主要位于洛里昂市中心，而洛里昂市区西北部则为“K2”商业中心，数十家大型商场分布与此。

### 体育

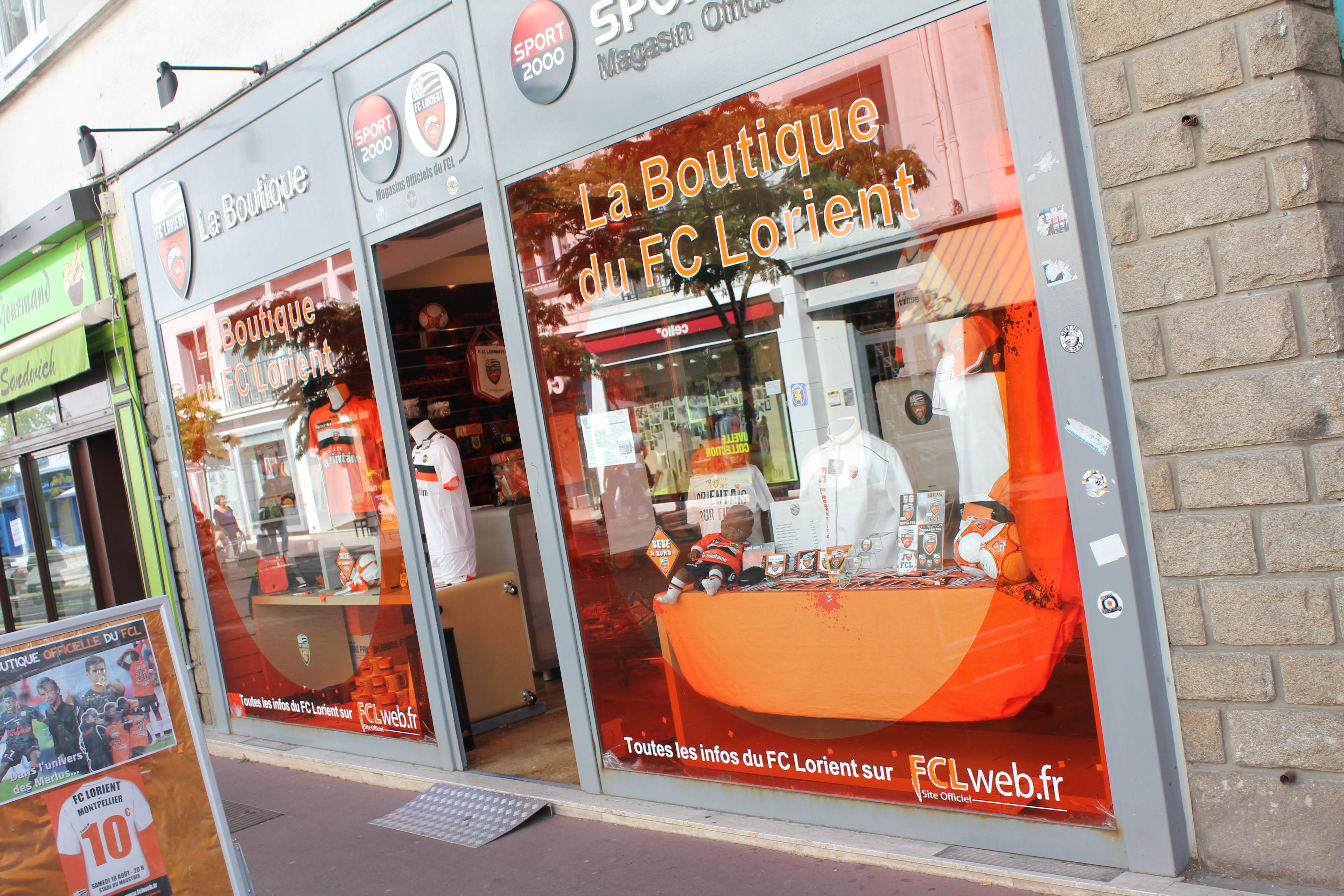
洛里昂足球俱乐部纪念商铺

2019年，洛里昂境内共有2家游泳池、15间健身房、6座综合体育场、17处网球场、14处足球或橄榄球场、10处篮球或排球场。
洛里昂足球俱乐部，全名为洛里昂南布列塔尼足球俱乐部（F.C. Lorient Bretagne Sud），是一支法国职业男子足球俱乐部，成立于1926年，曾于2002年获得法国杯冠军，2020至2021赛季参加法国足球甲级联赛，其主场穆斯圖瓦球場亦为莫尔比昂省境内规模最大的综合性体育场，可同时容纳1.8万名观众。
除此之外，洛里昂境内还有8家注册足球俱乐部，其中“洛里昂体育队”（Lorient Sport）、洛里昂体育教育团足球队和“西部洛里昂非宗教奥林匹克集体”（Foy. OM. Laïque Club Lorient Ouest）在2020至2021赛季参加布列塔尼大区足球联赛。
洛里昂体育教育团是当地的一支综合性的体育社团，其下属的篮球俱乐部成立于1934年，2020至2021赛季参加法国全国男子篮球联赛。

### 环境
洛里昂境内的环境和可持续发展事务由洛里昂城市圈公共社区负责。2015年，洛里昂市区内共有3家污染企业。

### 治安
2019年，洛里昂市镇范围内有1处派出所。
2014年，洛里昂及附近地区共发生各类案件5,961起，其中盗窃类案件3,736起，经济类案件617起，毒品交易类案件1,072起。

## 文化
2019年，洛里昂境内共有3家剧场、1家电影院和1家音乐厅。其中洛里昂大剧场位于市中心，建成于2003年，是当地重要的文化设施。此外洛里昂市政府提供多媒体中心，向公众全年开放。

### 建筑
受战争影响，洛里昂境内的历史建筑相对较少，其境内共有4处法国文物保护单位，包括加布里埃尔宫、圣克里斯托夫小教堂等。除此之外，当地的建筑物大多建于二战以后，包括埃里克·塔巴尔利帘子城和洛里昂海军基地等。

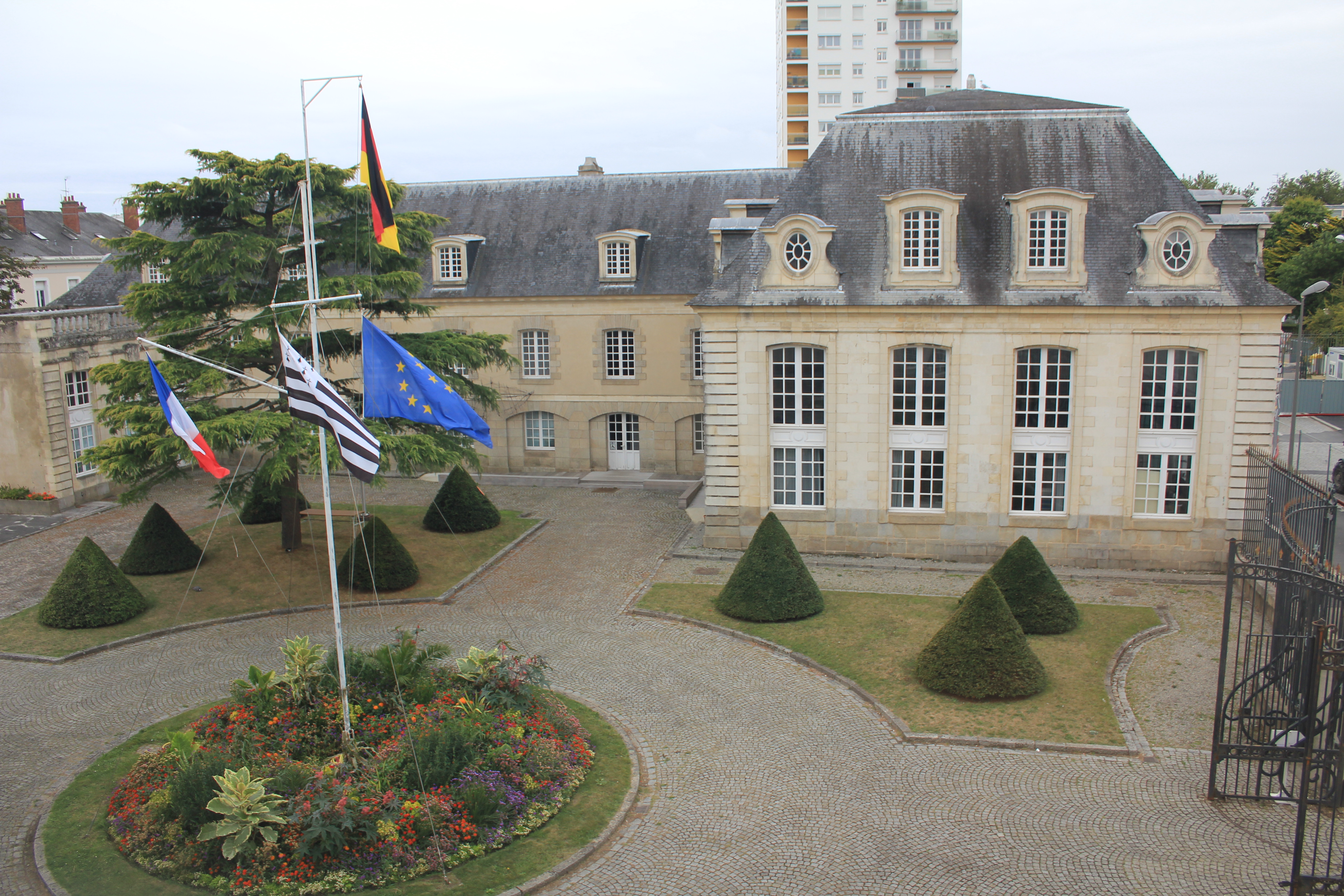
加布里埃尔宫（法语：Hôtel Gabriel）
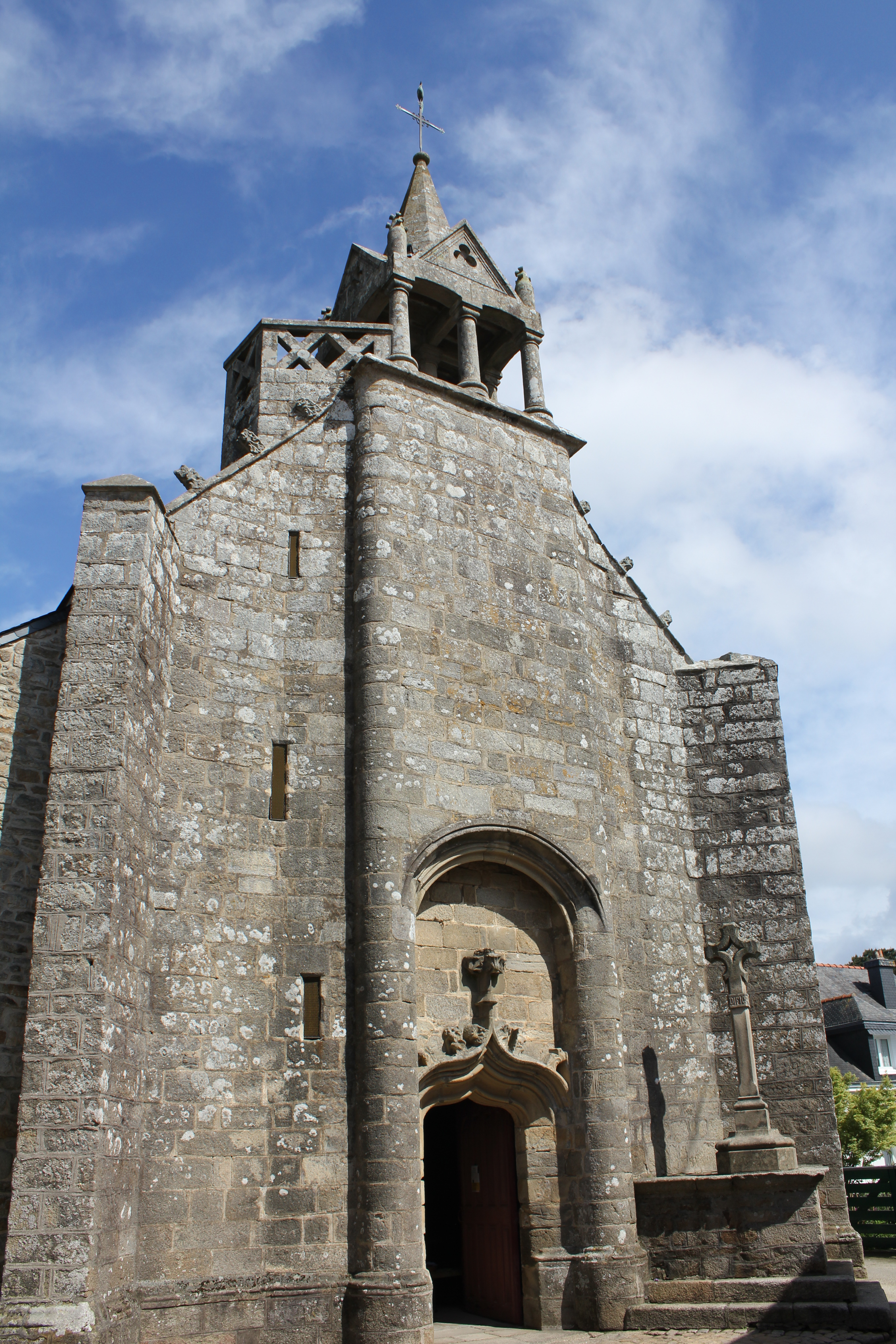
圣克里斯托夫小教堂（法语：Chapelle Saint-Christophe de Lorient）
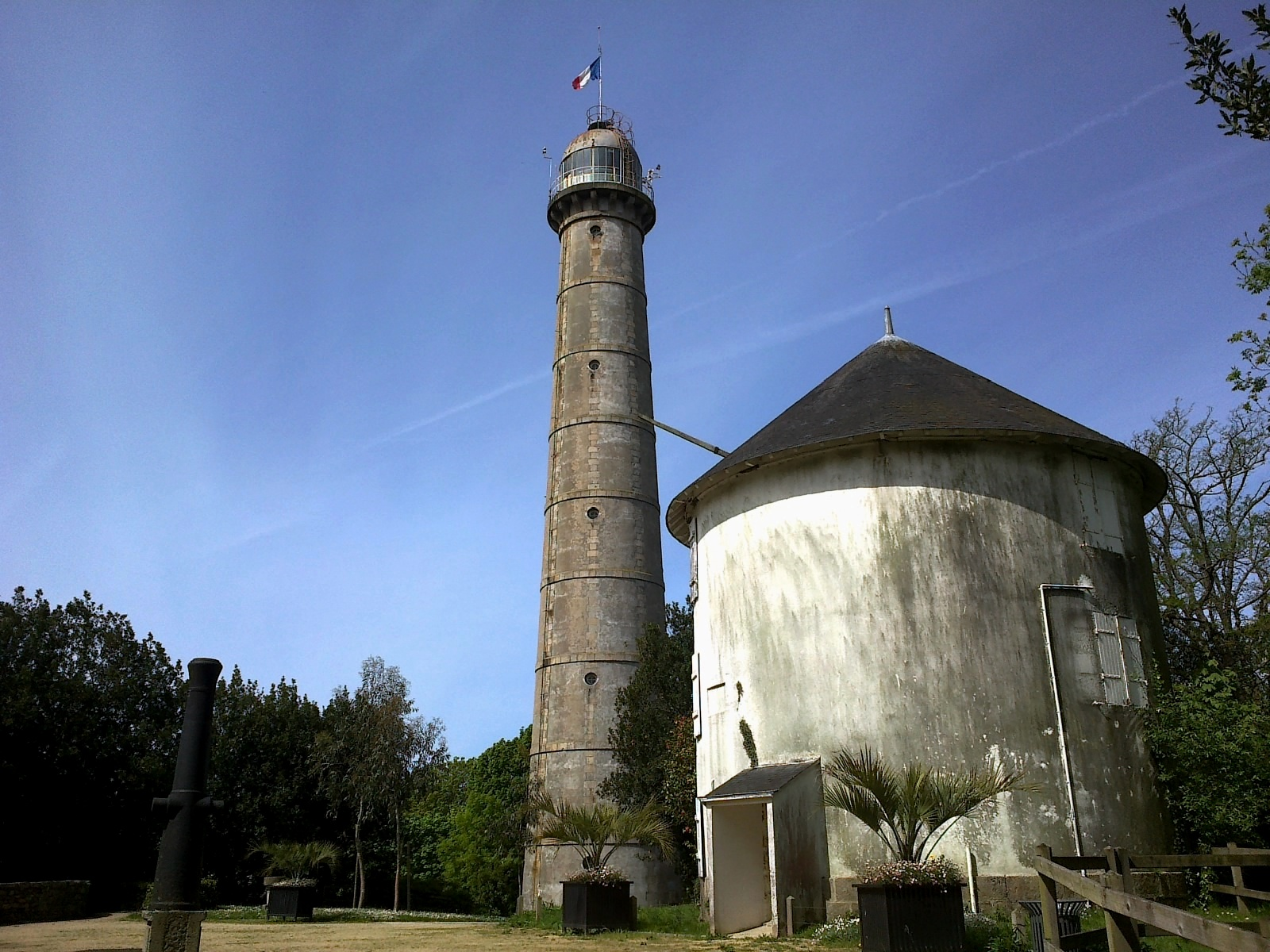
大发现塔（法语：Tour de la Découverte）
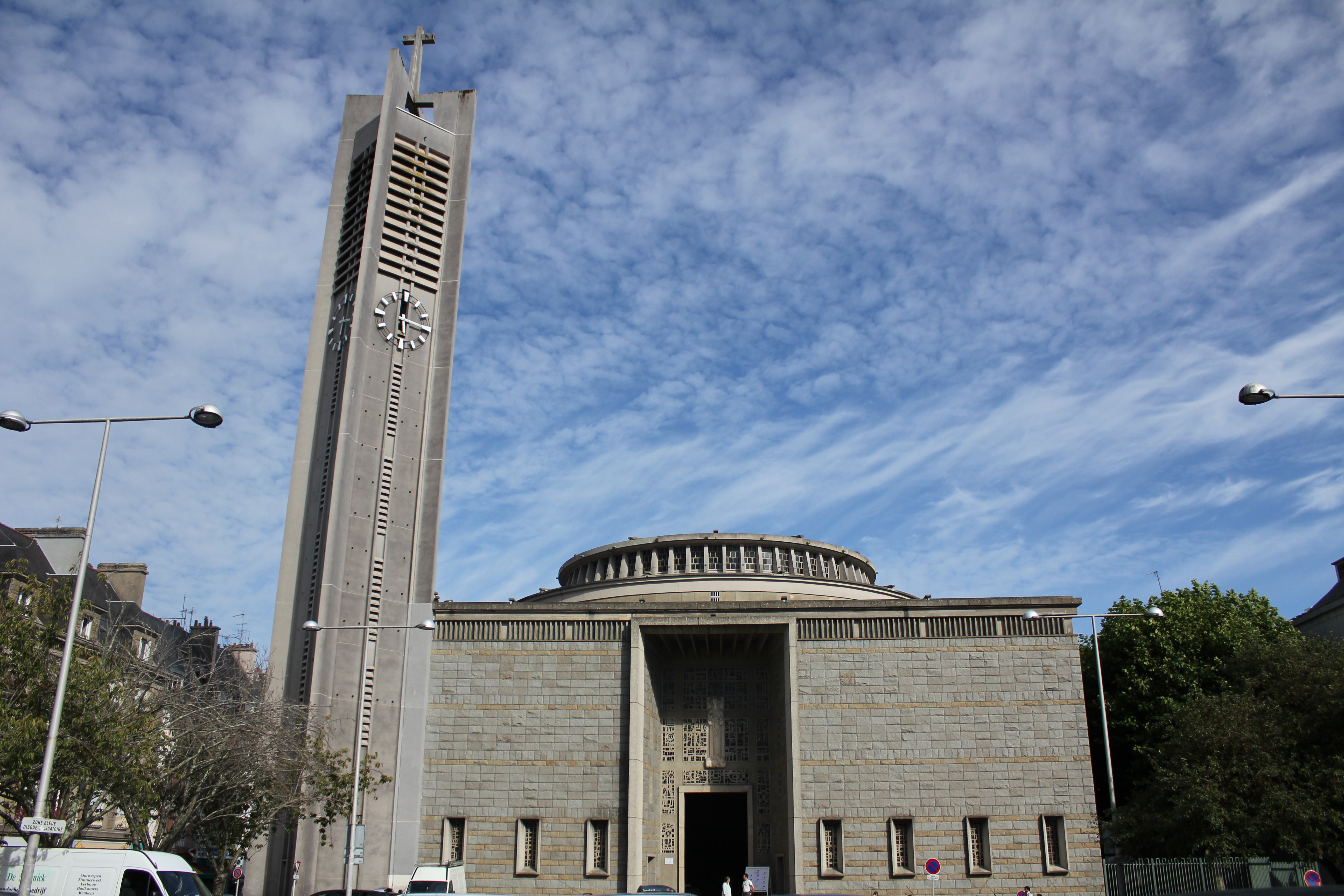
圣母教堂（法语：Église Notre-Dame-de-Victoire de Lorient）
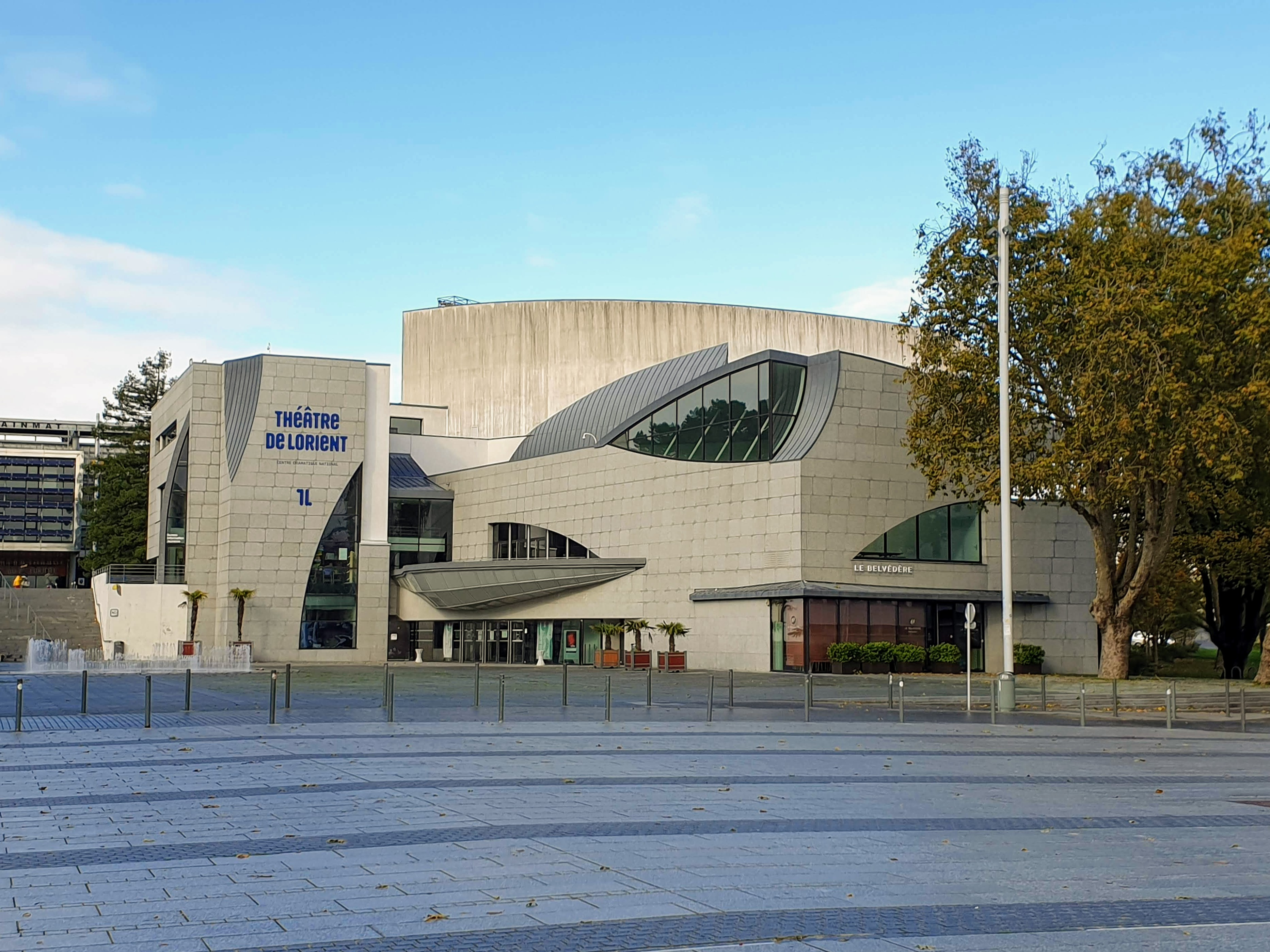
洛里昂剧场（法语：Théâtre de Lorient）
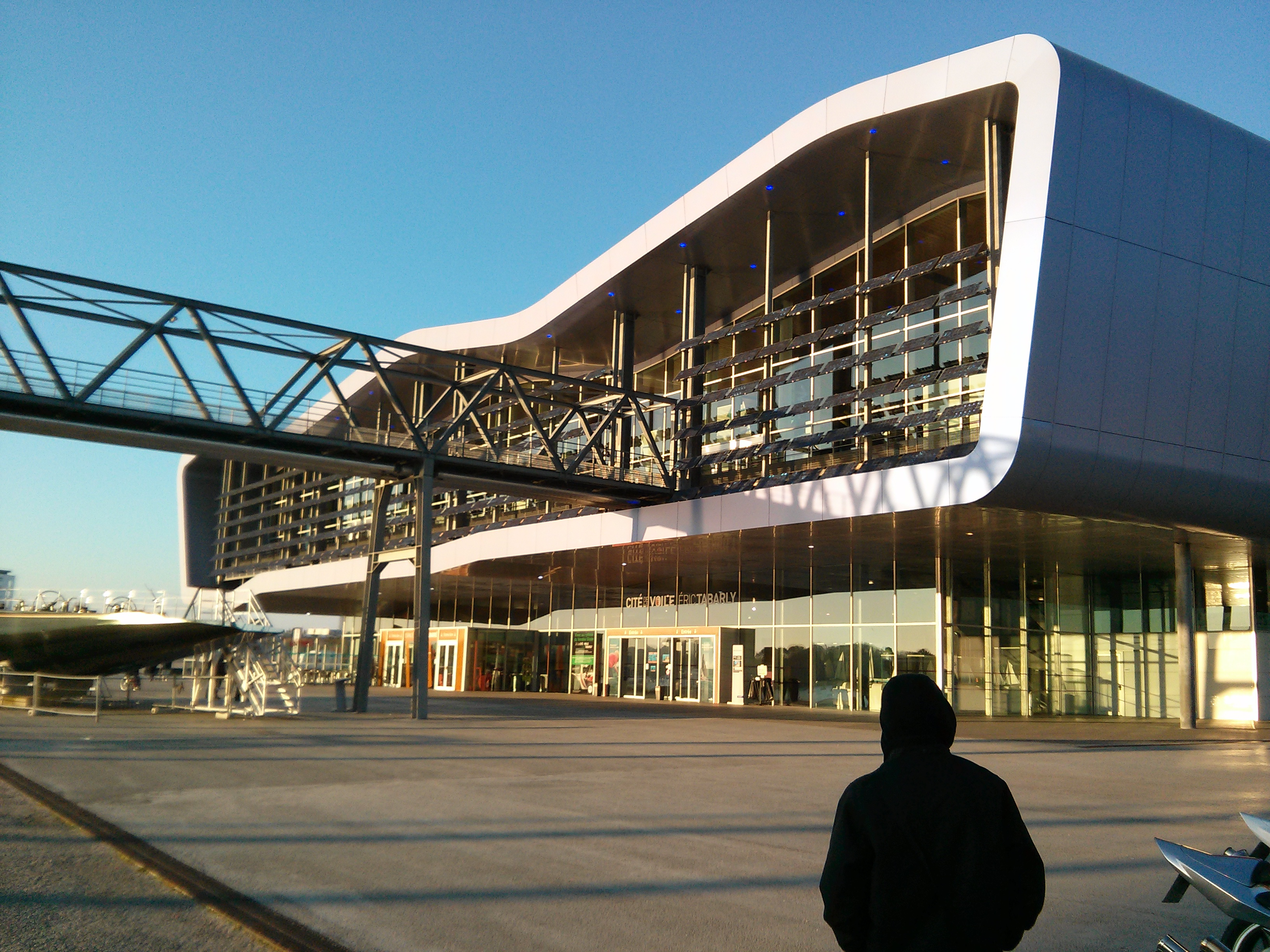
埃里克·塔巴尔利帘子城（法语：Cité de la voile Éric Tabarly）

### 旅游

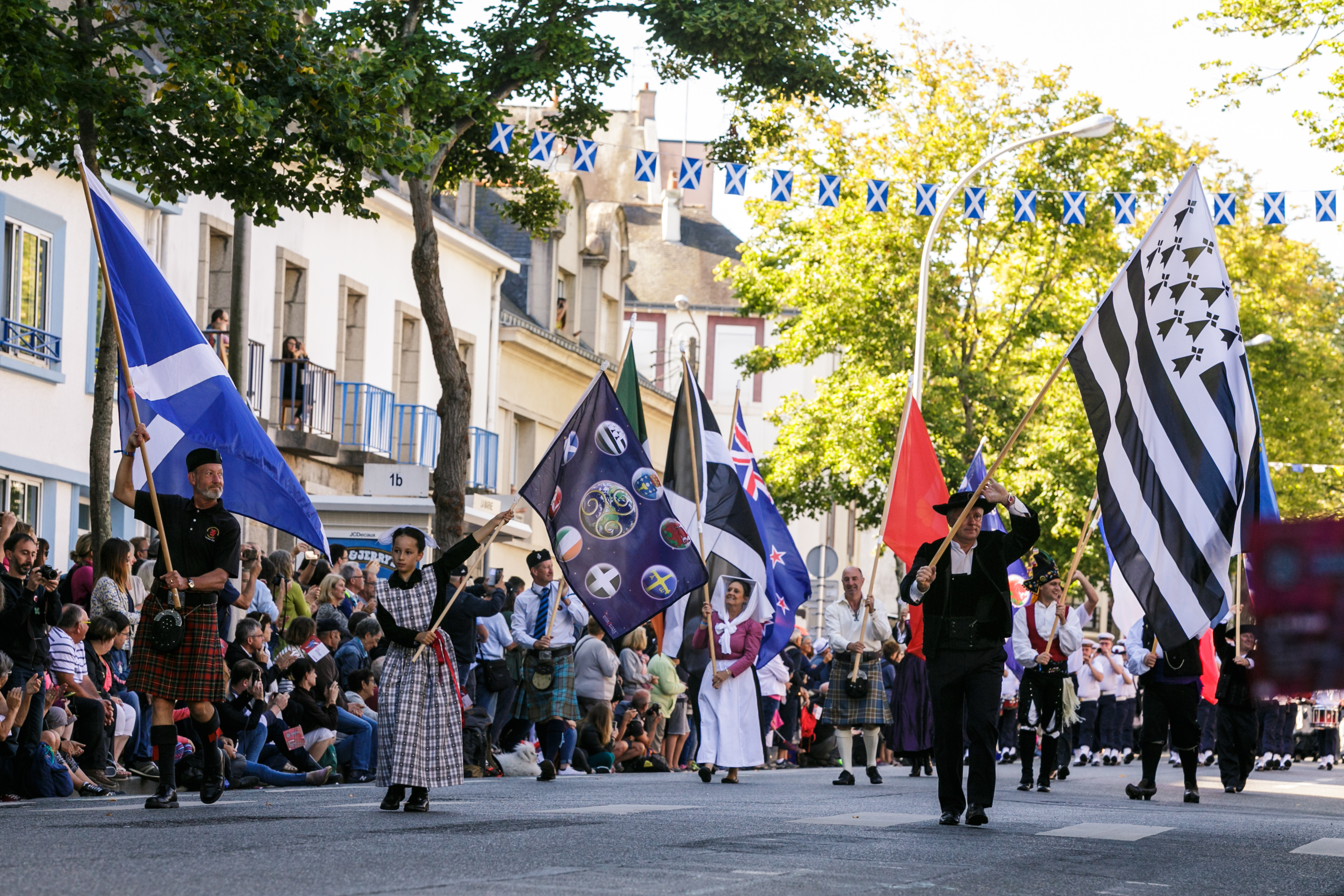
洛里昂凯尔特人狂欢节

洛里昂的旅游事务由其所属的公共社区负责。2020年，洛里昂境内共有16家宾馆共计486间房间。這裏有一間名為東印度公司博物館(法語：Musée de la Compagnie des Indes)，講述法國東印度公司當年的歷史。

### 媒体
法国主要的媒体均可在洛里昂接收，法国电视三台下属的布列塔尼大区频道在部分时段播出洛里昂所属区域的地方新闻。南布列塔尼电视台是一个总部位于洛里昂的法国地方性电视台，覆盖整个莫尔比昂省，可通过光纤电视在整个法国境内接收。

### 地方节日
洛里昂凯尔特人狂欢节创办于1971年，每年8月初举办，是布列塔尼地区重要的地方文化性节日。此外，洛里昂地方音乐节亦于每年11月举办。

### 语言
布列塔尼语言促进组织在洛里昂设有分支。

## 相关人物
法国航海家让-巴蒂斯特·沙依诺、数学与天文学家皮埃尔·法图、剧作家埃米尔·德纳雅克、外交部长让-伊夫·勒德里昂、专职司机亨利·保羅、足球运动员尼古拉斯·韦德克和瓦倫汀·拉維涅出生于洛里昂。

## 对外交流
截至2020年9月，洛里昂共与七座城市互为友好城市关系，另与一座城市签署合作交流协议：

### 友好城市
| - 爱尔兰 戈尔韦 - 西班牙 維戈 - 英国 威勒爾都會自治市 - 拉脫維亞 文茨皮尔斯 | - 德国 路德维希港 - 捷克 波西米亞布傑約維采 - 土耳其 代尼茲利 |

### 合作交流城市
- 瑞士 洛里昂 (沃州)（法语：L'Orient (Vaud)）